# Карлос Ді Лаура
Карлос Ді Лаура (ісп. Carlos di Laura; нар. 19 жовтня 1964) — колишній перуанський тенісист.
Найвищу одиночну позицію світового рейтингу — 92 місце досяг 12 травня 1986, парну — 29 місце — 23 жовтня 1989 року.
Здобув 3 парні титули.
Найвищим досягненням на турнірах Великого шолома був півфінал в парному розряді.
Завершив кар'єру 1994 року.

## Фінали за кар'єру

### Парний розряд (3–2)
| Результат | W/L | Дата     | Турнір                                       | Покриття | Партнер           | Суперники                           | Рахунок       |
| --------- | --- | -------- | -------------------------------------------- | -------- | ----------------- | ----------------------------------- | ------------- |
| Поразка   | 0–1 | Чер 1986 | Афіни, Греція                                | Ґрунт    | Клаудіо Панатта   | Лібор Пімек Блейн Вілленборг        | 7–5, 4–6, 2–6 |
| Поразка   | 0–2 | Вер 1986 | Барселона, Іспанія                           | Ґрунт    | Клаудіо Панатта   | Ян Гуннарссон Йоакім Нюстром        | 3–6, 4–6      |
| Перемога  | 1–2 | Вер 1987 | Madrid Tennis Grand Prix, Іспанія            | Ґрунт    | Хав'єр Санчес     | Серхіо Касаль Еміліо Санчес Вікаріо | 6–3, 3–6, 7–6 |
| Перемога  | 2–2 | Вер 1988 | Campionati Internazionali di Sicilia, Італія | Ґрунт    | Марсело Філіппіні | Альберто Манчіні Крістіан Мініуссі  | 6–2, 6–0      |
| Перемога  | 3–2 | Вер 1989 | Бордо, Франція                               | Ґрунт    | Томас Карбонелл   | Агустін Морено Хайме Їсага          | 6–4, 6–3      |